# Zygia vasquezii
Zygia vasquezii är en ärtväxtart som beskrevs av Maria de Lourdes Rico. Zygia vasquezii ingår i släktet Zygia och familjen ärtväxter. Inga underarter finns listade i Catalogue of Life.